# Juan Holgado
Juan Holgado, född 19 april 1968, är en spansk idrottare som tog guld i bågskytte vid olympiska sommarspelen 1992.